# Campionati europei di atletica leggera 2014 - 100 metri ostacoli
I 100 metri ostacoli femminili ai Campionati europei di atletica leggera 2014 avranno luogo il 12 e il 13 agosto.

## Record
Prima di questa competizione, il record del mondo (RM), il record europeo (EU) ed il record dei campionati (RC) sono i seguenti:
| Record                | Prestazione | Atleta                    | Data                                     | Competizione |
| --------------------- | ----------- | ------------------------- | ---------------------------------------- | ------------ |
| Record mondiale       | 12"21       | Yordanka Donkova Bulgaria | 20 agosto 1988 Stara Zagora, Bulgaria    |              |
| Record europeo        | 12"21       | Yordanka Donkova Bulgaria | 20 agosto 1988 Stara Zagora, Bulgaria    |              |
| Record dei campionati | 12"38       | Yordanka Donkova Bulgaria | 29 agosto 1986 Stoccarda, Germania Ovest | Europei 1986 |

## Programma
| Data           | Ora   | Turno      |
| -------------- | ----- | ---------- |
| 12 agosto 2014 | 13:30 | 1º turno   |
| 12 agosto 2014 | 20:56 | Semifinali |
| 13 agosto 2014 | 21:34 | Finale     |

## Risultati
Passano alle semifinali i primi 3 in ogni batteria (Q) e i 4 migliori tempi (q).

### 1º turno

#### Batteria 1
| Posizione | Corsia | Nome                  | Nazione     | Tempo | Note |
| --------- | ------ | --------------------- | ----------- | ----- | ---- |
| 1         | 5      | Cindy Billaud         | Francia     | 12"75 | Q    |
| 2         | 8      | Alina Talay           | Bielorussia | 13"17 | Q    |
| 3         | 7      | Franziska Hofmann     | Germania    | 13"21 | Q    |
| 4         | 6      | Caridad Jerez         | Spagna      | 13"23 |      |
| 5         | 3      | Yekaterina Galitskaya | Russia      | 13"24 |      |
| 6         | 4      | Lucie Škrobáková      | Rep. Ceca   | 13"29 |      |
| 7         | 2      | Matilda Bogdanoff     | Finlandia   | 13"39 |      |

#### Batteria 2
| Posizione | Corsia | Nome              | Nazione     | Tempo | Note |
| --------- | ------ | ----------------- | ----------- | ----- | ---- |
| 1         | 7      | Anne Zagré        | Belgio      | 12"86 | Q    |
| 2         | 1      | Cindy Roleder     | Germania    | 12"91 | Q    |
| 3         | 6      | Marzia Caravelli  | Italia      | 12"98 | Q,   |
| 4         | 5      | Rosina Hodde      | Paesi Bassi | 12"99 | q    |
| 5         | 2      | Svetlana Topylina | Russia      | 13"06 | q    |
| 6         | 3      | Karolina Koleczek | Polonia     | 13"12 | q    |
| 7         | 4      | Ivana Loncarek    | Croazia     | 13"25 |      |
| 8         | 8      | Sarah Lavin       | Irlanda     | 13"35 |      |

#### Batteria 3
| Posizione | Corsia | Nome               | Nazione     | Tempo | Note |
| --------- | ------ | ------------------ | ----------- | ----- | ---- |
| 1         | 6      | Nadine Hildebrand  | Germania    | 12"78 | Q    |
| 2         | 5      | Sharona Bakker     | Paesi Bassi | 12"85 | Q,   |
| 3         | 1      | Yuliya Kondakova   | Russia      | 12"97 | Q    |
| 4         | 3      | Lisa Urech         | Svizzera    | 13"05 | q    |
| 5         | 4      | Marina Tomič       | Slovenia    | 13"12 | q    |
| 6         | 7      | Ida Aidanpää       | Finlandia   | 13"26 |      |
| 7         | 8      | Sonata Tamošaityte | Lituania    | 13"34 |      |
| -         | 2      | Lucie Koudelová    | Rep. Ceca   | DNF   |      |

#### Batteria 4
| Posizione | Corsia | Nome               | Nazione     | Tempo | Note                          |
| --------- | ------ | ------------------ | ----------- | ----- | ----------------------------- |
| 1         | 8      | Tiffany Porter     | Regno Unito | 12"69 | Q                             |
| 2         | 3      | Noemi Zbären       | Svizzera    | 12"95 | Q                             |
| 3         | 6      | Eline Berings      | Belgio      | 13"00 | Q                             |
| 4         | 5      | Nadine Visser      | Paesi Bassi | 13"12 |                               |
| 5         | 1      | Isabelle Pedersen  | Norvegia    | 13"17 |                               |
| 6         | 7      | Nooralotta Neziri  | Finlandia   | 13"17 |                               |
| 5         | 4      | Elisávet Pesirídou | Grecia      | 13"27 | Miglior prestazione personale |
| 7         | 2      | Beate Schrott      | Austria     | 13"31 |                               |

### Semifinali
I primi 3 classificati di ciascuna delle 2 batterie ed i restanti 2 atleti con i migliori tempi si qualificano per la finale.
| Posizione | Batteria | Corsia | Nome              | Nazionalità | Tempo | Note   |
| --------- | -------- | ------ | ----------------- | ----------- | ----- | ------ |
| 1         | 2        | 4      | Tiffany Porter    | Regno Unito | 12.63 | Q      |
| 2         | 1        | 7      | Cindy Billaud     | Francia     | 12.69 | Q      |
| 3         | 2        | 5      | Anne Zagré        | Belgio      | 12.73 | Q, =SB |
| 4         | 1        | 4      | Cindy Roleder     | Germania    | 12.74 | Q      |
| 5         | 1        | 3      | Rosina Hodde      | Paesi Bassi | 12.81 | Q, PB  |
| 6         | 1        | 6      | Nadine Hildebrand | Germania    | 12.82 | q      |
| 7         | 2        | 7      | Alina Talay       | Bielorussia | 12.84 | Q, SB  |
| 8         | 1        | 8      | Eline Berings     | Belgio      | 12.85 | q      |
| 9         | 1        | 5      | Noemi Zbären      | Svizzera    | 12.91 |        |
| 10        | 2        | 6      | Sharona Bakker    | Paesi Bassi | 12.92 |        |
| 11        | 1        | 9      | Marzia Caravelli  | Italia      | 12.96 |        |
| 12        | 2        | 3      | Lisa Urech        | Svizzera    | 13.00 |        |
| 13        | 2        | 9      | Yuliya Kondakova  | Russia      | 13.01 |        |
| 14        | 2        | 8      | Franziska Hofmann | Germania    | 13.04 |        |
| 15        | 2        | 2      | Karolina Kołeczek | Polonia     | 13.10 |        |
| 16        | 1        | 2      | Svetlana Topylina | Russia      | 13.17 |        |
| 17        | 1        | 1      | Marina Tomič      | Slovenia    | 13.22 |        |

### Finale
Vento: −0.7 m/s
| Posizione | Corsia | Nome              | Nazionalità | Tempo | Note |
| --------- | ------ | ----------------- | ----------- | ----- | ---- |
| Oro       | 5      | Tiffany Porter    | Regno Unito | 12.66 |      |
| Argento   | 4      | Cindy Billaud     | Francia     | 12.69 |      |
| Bronzo    | 6      | Cindy Roleder     | Germania    | 12.72 |      |
| 4         | 3      | Anne Zagré        | Belgio      | 12.79 |      |
| 5         | 8      | Alina Talay       | Bielorussia | 12.87 |      |
| 6         | 2      | Nadine Hildebrand | Germania    | 12.91 |      |
| 7         | 7      | Rosina Hodde      | Paesi Bassi | 12.98 |      |
| 8         | 1      | Eline Berings     | Belgio      | 13.14 |      |